# Helleia antelutea
Helleia antelutea är en fjärilsart som beskrevs av Beuret 1954. Helleia antelutea ingår i släktet Helleia och familjen juvelvingar. Inga underarter finns listade i Catalogue of Life.